# عصام الدين الإسفراييني
عصام الدين إبراهيم بن محمد بن عرب شاه الإسفراييني (ت: 945 هـ) عالم فقيه أصولي حنفي. من تصانيفه: كتاب شرح الشافية في التصريف، وكتاب حاشية الكفوي على حاشية عصام الدين على شرح العقائد النسفية.